# Gibberella avenacea
Espèce
Synonymes
- Fusarium avenaceum

Gibberella avenacea est une espèce de champignons acsomycètes phytopathogènes de la famille des Nectriaceae. La forme asexuée correspondante (anamorphe) est Fusarium avenaceum.
Ce champignon, souvent associé à d'autres fusariums, affecte de très nombreuses plantes cultivées, dont le blé, le maïs, le framboisier, le peuplier, etc. C'est l'un des agents responsables du flétrissement fusarien chez la pomme de terre.

## Liste d'espèces
Selon NCBI (22 sept. 2011) :
- Fusarium avenaceum
- Fusarium cf. avenaceum HY046-07

## Synonymes
- Fusarium avenaceum,
- Fusarium avenaceum f. fabae,
- Fusarium avenaceum var. fabae,
- Fusarium herbarum var. avenaceum,
- Fusisporium avenaceum.